# 野莓 (網絡零售商)
野莓（英語：Wildberries），是俄羅斯一家大型網絡零售平台，由塔季揚娜·巴卡利丘克和弗拉季斯拉夫·巴卡利丘克於2004年共同創立。
野莓在俄羅斯、白俄羅斯、哈薩克、吉爾吉斯、亞美尼亞、以色列、土耳其、烏茲別克和阿塞拜疆等國運營。其在2016年至2020年期間，成為俄羅斯營收最大的網絡零售商。
截至2020年，野莓擁有超過48000名員工。其銷售37000個品牌的服裝、鞋子、化妝品、家居用品、兒童用品、電子產品、書籍、珠寶、食品等。該公司平均每天處理75萬個線上訂單。
2024年6月，野莓宣佈將與俄羅斯最大的廣告運營商Russ進行合併，並成立一家新的法律實體，野莓和Russ的股權比例分別為65%和35%。

## 歷史

### 創建
野莓是由塔季揚娜·巴卡利丘克於2004年創立。當時她28歲，正在莫斯科的公寓裡休產假。作為一名教師，巴卡利丘克在照顧新生兒的過程中發現，年輕母親們很難找到時間為自己購買衣物。於是，她決定創立這家公司來解決這一問題。她的丈夫弗拉季斯拉夫是一名IT技術專家，不久後也加入這項事業，幫助發展野莓。

### 2010年代
隨著業務的擴展，野莓在2017年成功超越Ulmart，成為俄羅斯最大的網絡零售商。最初，公司設址於莫斯科州米爾科沃，但隨後於2018年遷至莫斯科市內。在同一年，野莓的銷售額達到19億美元，每天吸引超過200萬的訪客。根據《福布斯》的評估，巴卡利丘克在2019年的個人資產達到約10億美元。
到2019年，野莓的營收已達到30億美元，淨利潤從18.8億盧布增長到70億盧布，鞏固其在俄羅斯電子商務市場的領導地位。該市場規模約為300億美元，而野莓正在其中扮演著舉足輕重的角色。

### 2020年代
2020年初，野莓開始進軍歐洲市場，首站選擇波蘭。公司計劃在當地開設約100個訂單配送中心，並已於華沙設立首個據點。
野莓的擴展正值2008年金融危機之後，當時許多外國企業急於清理庫存，這給野莓擴張的機會。巴卡利丘克因此被《福布斯》評選為「2019年十大新晉億萬富翁」之一。
在2020年2019冠狀病毒病疫情期間，野莓的銷售額幾乎翻倍，達到60億美元，其中約3.05億美元來自國際市場。
此外，2021年2月，巴卡利丘克收購一家名為Standard Credit的小型俄羅斯銀行，該銀行資本約為3.02億盧布。雖然具體收購價格未公開，但這一舉動顯示野莓通過銀行來進行供應商結算和消費者服務的計劃。隨後在2021年8月，這家銀行更名為野莓銀行。到2022年1月，野莓銀行開始推出附帶數位錢包功能的預付虛擬銀行卡「WB-cards」。
2021年4月，野莓正式在美國推出其線上商店，進一步擴展了其國際市場的版圖。隨後，從2021年6月開始，野莓在俄羅斯引入分期付款和信用銷售服務。
然而，到了2021年7月，烏克蘭對野莓及其創辦人巴卡利丘克實施制裁，指控該公司銷售軍用服裝和反烏克蘭書籍。野莓回應稱，公司在烏克蘭並無資產或資本，因此制裁對其影響不大。反之，受到影響的將是那些透過該平台進行交易的烏克蘭企業。野莓指許多外國企業也在烏克蘭銷售類似商品，並指責烏克蘭的制裁存在雙重標準和商業歧視，認為這一決策不太可能對野莓本身造成實質性的損害。
2022年2月，野莓推出一項價值50億盧布的補貼計劃，旨在幫助當地商家降低交易成本，並進一步加快其物流配送速度。同年夏季，野莓還成為俄羅斯足球超級聯賽多家足球俱樂部的球衣製造商，包括莫斯科斯巴達克、莫斯科中央陸軍以及聖彼得堡澤尼特足球俱樂部，顯示其品牌影響力的持續擴大。
到2023年7月，野莓再度擴展其服務範圍，在平台上推出了旅遊服務。這項新服務讓用戶能夠預訂打包的旅遊行程，並且可以在俄羅斯國內外預訂酒店和青年旅館。最初，該平台主要銷售來自旅行社和聚合商的產品，但這項服務的推出也表明公司正在進一步進軍旅遊產業。
2024年1月13日，位於聖彼得堡附近舒沙里村的一座面積達7萬平方米的野莓倉庫發生了火災（坐標：59°47′01″N 30°26′44″E / 59.78361°N 30.44556°E）。整場火勢持續30個小時才被完全撲滅。初步估計顯示，這場大火造成約110億盧布的損失。此外，調查發現，該倉庫在運營期間未獲得俄羅斯國家建築監察局的許可，並且從未接受過消防部門的檢查。

#### 合併
2024年6月，野莓宣布與戶外廣告公司Russ Group合併，計劃締造一個數位市場和支付平台。據《福布斯》報道指，該交易的參與者致信俄羅斯總統弗拉基米爾·普京，稱該交易將為亞馬遜公司、Alphabet、阿里巴巴集團和軟銀集團等公司創造「最強大的競爭對手」，該項目的領域之一將是創建「全球最大的數位銀行網路和繞過SWIFT的盧布支付系統」。合併案得到普京的支持。
然而，塔季揚娜·巴卡利丘克的丈夫弗拉季斯拉夫（兩人正在辦理離婚）則認為這項交易是一場惡意收購，並聲稱塔季揚娜受到操縱。弗拉季斯拉夫將此事告之車臣共和國首腦拉姆贊·卡德羅夫，卡德羅夫支持弗拉季斯拉夫的說法。他同樣將這筆交易稱作惡意收購，並指責Russ Group的所有者為騙子。他還指控Russ Group的總裁羅伯特·米爾佐揚和其兄弟萊萬不允許塔季揚娜與家人聯繫，並承諾「不會袖手旁觀」。
2024年8月，合併正式生效，新公司RVB有限公司成立，由Russ Group的首席執行官羅伯特·米爾佐揚掌舵。

#### 槍擊案
2024年9月18日，由弗拉季斯拉夫率領的一群武裝人員試圖闖入位於莫斯科的公司總部，隨後爆發槍戰，導致兩人死亡。弗拉季斯拉夫隨後被逮捕，並面臨謀殺指控。

## 指標
根據野莓提供的數據，該公司的營業額在2018年增長了72%，達到1187億盧布；2019年則進一步增長88%，達到2235億盧布；到了2020年，增幅達96%，營業額高達4372億盧布；2021年則達到了93%的增長，全年營收為8440億盧布。
在2019年，俄羅斯《福布斯》雜誌將野莓創辦人塔蒂亞娜·巴卡利丘克列為「15位改變人們對俄羅斯看法的商人」之一，以表彰她從零開始創業，並成功改變俄羅斯及全球的生活方式。同年2月，《福報斯》將野莓的估值定為12億美元，使其成為俄語互聯網企業中排名第4的公司。2020年，波士頓諮詢公司將野莓列入全球百強科技公司排行榜，這些公司被視為IT領域中有望成為全球領導者的企業。同年，蘋果公司也將野莓的應用程式列為2020年App Store中最受歡迎的應用之一。
自2016年以來，野莓一直穩居俄羅斯最大線上零售商的地位，並在2017、2018、2019和2020年繼續保持這一領先地位。
據《福布斯》報導指，截至2022年2月2日，野莓在俄語互聯網企業中的市值排名第二，估值約為76.35億美元。
目前，野莓在俄羅斯、白俄羅斯、哈薩克、吉爾吉斯、亞美尼亞、以色列、土耳其、烏茲別克和亞塞拜疆都有業務運營。

## 商業模式
野莓的商業模式可以歸類為線上超市、綜合零售商或市場平台，這些平台銷售的是合作公司的商品。野莓與服裝製造商和官方分銷商建立直接合作關係，他們在野莓的網路商店中自行選擇商品和設定零售價格，而野莓則通過銷售佣金獲取收益。自2019年10月起，供應商的最低佣金設定為15%。截至2019年12月，該平台每天處理的訂單數量已達到75萬筆。
這家企業屬於巴卡利丘克家族，是一家完全的私人公司；野莓未曾尋求外部投資，而是依靠自有資金及借款來推動發展。《福布斯》曾指出，野莓是俄羅斯網絡市場上最神秘的公司之一，創辦人兼首席執行官塔季揚娜·巴卡利丘克不與媒體打交道，亦未參加業內的活動。然而，巴卡利丘克在2018年接受採訪時透露，公司已開始積極與媒體互動。
野莓內並無董事會，管理層規模也不大，公司的整體管理結構非常簡單，其管理風格被形容為民主式。野莓員工總數約2萬人，其中總部的員工數約為500人，包括提貨點經理和配送員工。截至2018年3月，野莓車隊共有150輛車。在俄羅斯境內，配送服務主要依賴野莓位於莫斯科州的物流中心以及多個大城市的倉庫進行。

## 爭議
野莓的訂單提貨點經營者通常不是公司內部員工，而是通過特許經營模式獨立運營。由於公司定期調整其運作規範，雙方時常發生衝突。例如，2023年3月，公司推出了一項新規定，要求提貨點負責人承擔顧客退回有瑕疵商品或調換商品的全部費用。此外，若顧客收到的商品與訂單描述不符（例如顏色不同），公司還會對提貨點處以罰款，且無法進行申訴。3月9日，許多合作夥伴發現他們收到的款項少於預期，甚至反倒欠公司款項，這引發大規模罷工，經營者們也試圖與公司高層進行會談。
起初，野莓對這些衝突矢口否認，並關閉參與罷工者的帳戶，從停止營業的提貨點撤回商品。然而，事件在社會上引起極大反響，最終俄羅斯總檢察院、國家杜馬和俄羅斯聯邦勞動部介入了事件。在壓力下，野莓最終與罷工者妥協，重新啟動處理爭議的內部仲裁機制，並暫時停止對提貨點的罰款。此次罷工由野莓工會組織。

## 制裁
2021年7月23日，烏克蘭總統弗拉基米爾·澤連斯基下令對野莓在烏克蘭實施為期三年的制裁。制裁對象包括野莓在俄羅斯、烏克蘭、波蘭、亞美尼亞、白俄羅斯、吉爾吉斯和哈薩克的分支機構。個人制裁則針對公司創始人塔季揚娜·巴卡利丘克、她的丈夫弗拉季斯拉夫以及公司員工安德烈·列夫雅什科和阿列克謝·庫茲緬科。野莓表示，不認為這些制裁會對公司的業務產生影響，因為截至2021年7月，該公司在烏克蘭的銷售額僅佔0.01%。
烏克蘭當局計劃凍結野莓的資產，禁止通過烏克蘭境內運輸商品，並阻止資本、技術和知識產權從烏克蘭轉移出去。
2022年4月，在俄羅斯入侵烏克蘭的背景下，波蘭將巴卡利丘克及其公司野莓列入制裁名單，理由是該公司間接支持了對烏克蘭的侵略；此外，還指出該公司是俄羅斯最大的納稅者之一。